# Adelheid Sasko-Meiningenská
Adelheid Sasko-Meiningenská (13. srpna 1792, Meiningen – 2. prosince 1849, Middlesex, Anglie) byla jako manželka britského krále Viléma IV. britská královna.
Po Adelheid jsou pojmenována města Adelaide v Austrálii, Adelaide v Jihoafrické republice, obec v Dolním Sasku Adelheidsdorf a Adelaidin ostrov v Antarktidě.

## Vilém IV. a ženy
Téměř neznámá však je skutečnost, že se budoucí král Vilém jako mladík (tehdy až třetí v pořadí na následnictví trůnu) tajně oženil s hannoverskou šlechtičnou, hraběnkou Karolinou Charlottou Dorotheou von Linsingen (1768–1815). Seznámili se v Hannoveru v roce 1790 a v srpnu roku 1791 se tajně vzali. Když po čase vyšla pravda o tajném a nerovném sňatku najevo, vypukl skandál, královská rodina, především Vilémova matka Šarlota, odmítla Karolinu přijmout, a proto došlo v roce 1792 k rozvodu, ačkoliv Karolina již byla těhotná (v listopadu 1792 údajně potratila, ve skutečnosti jí však bylo zamlčeno, že dítě – chlapec – předčasný porod přežilo a bylo dáno pod jménem Hans Georg Meyer na vychování do bohaté židovské rodiny).
Od roku 1791 žil Vilém s irskou herečkou Dorotheou Blandovou (později přijala jméno Dorothea Jordan). Z tohoto vztahu se narodilo deset nelegitimních dětí. Tyto děti měly řadu prominentních potomků; pochází z nich např. britský premiér David Cameron.
Vilémova bývalá manželka Karolina (posléze provdaná za lékaře dr. Adolfa Meineke) zemřela v roce 1815. Snad i v této skutečnosti lze spatřovat důvod, proč se Vilém oženil až na prahu stáří, ve věku 53 let. Na druhou stranu, i další z jeho pěti bratří, Eduard August uzavřel sňatek v takto pozdním věku. Oba se oženili až poté, co v roce 1817 společně se svým dítětem zemřela při porodu Šarlota Augusta, jediná dcera tehdejšího dědice trůnu, waleského prince Jiřího (IV.).
13. července roku 1818 se v Kew Palace v Surrey Vilém oženil s princeznou Adelheid. Šlo o dvojitou svatbu, v týž den se ženil i Vilémův bratr Eduard, vévoda z Kentu, s jinou německou princeznou, Viktorií z dynastie Sachsen-Coburg-Saalfeldské. Adelheid měla v době sňatku 25 let a byla o 28 let mladší než Vilém.

## Britská královna

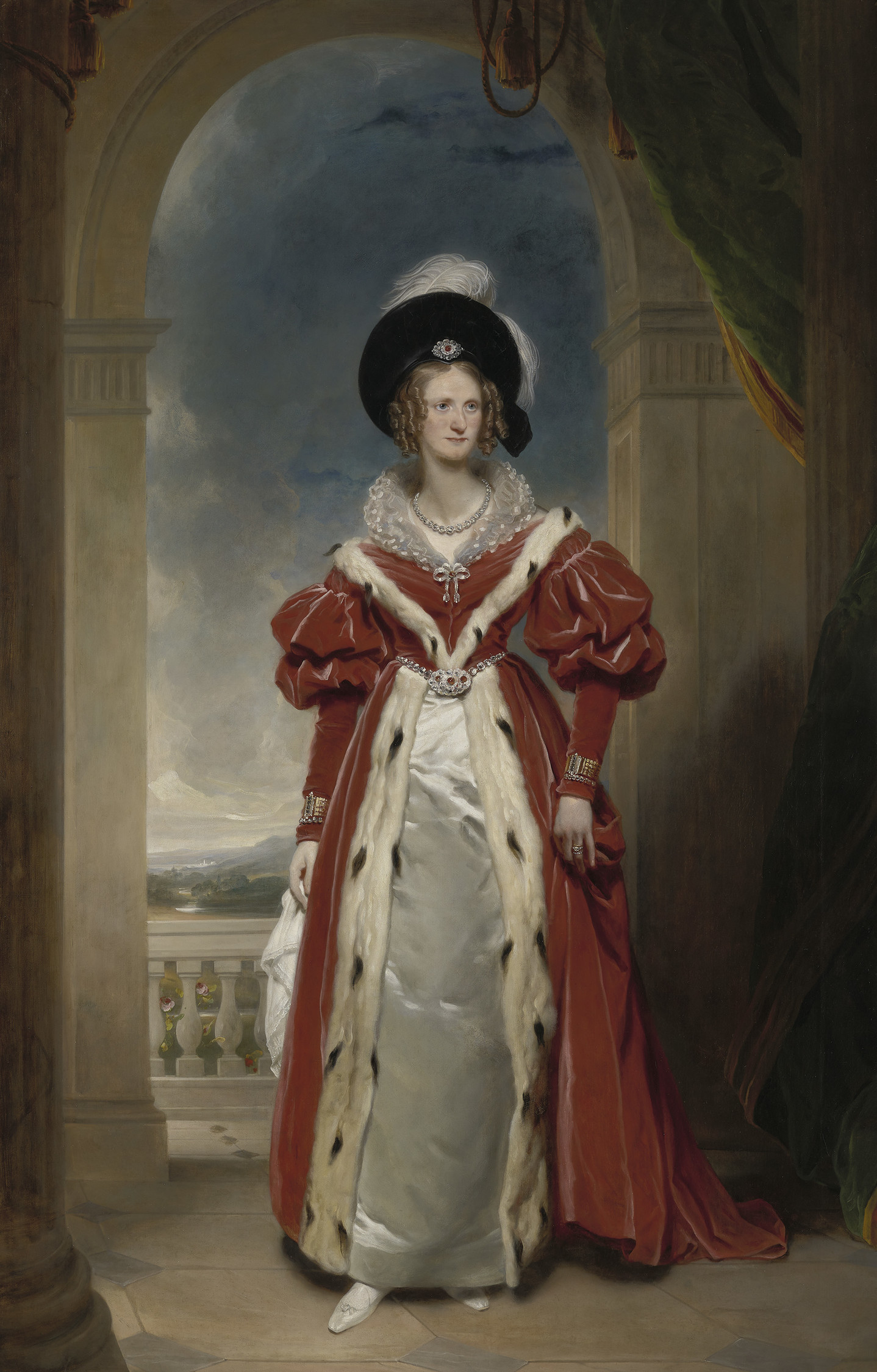
Portrét, jehož autorem je Sir Martin Archer Shee, 1836.

V roce 1830 se její manžel stal králem a Adelheid královnou. Britové ji měli rádi pro její zbožnost, skromnost a také kvůli tragické historii jejích porodů. Manželství totiž nebylo bezdětné – Adelheid porodila čtyřikrát, nejstarší dcerka však zemřela těsně po porodu, ve dvou případech se děti narodily mrtvé a jediná přeživší dcerka zemřela v necelých čtyřech měsících věku:
- Charlotte Augusta Louisa (*/† 27. březen 1819)
- potrat (*/† 5. září 1819)
- Elizabeth Georgiana Adelaide (10. prosinec 1820 – 4. březen 1821)
- dvojčata – chlapci (*/† 8. duben 1824)

V červnu 1837 se královo zdraví citelně zhoršilo a Adelheid u jeho lože zůstala celých deset dní. 20. června Vilém zemřel, aniž by po něm zůstali legitimní potomci. Jeho následnicí na britském trůnu se stala jeho neteř Viktorie z Kentu, jediná dcera Vilémova bratra, prince Eduarda Augusta, vévody z Kentu a Strathearnu.
Svého manžela Adelheid přežila o dvanáct let, zemřela v roce 1849. Instrukce k pohřbu sepsala již o osm let dříve. Pohřbená je v kapli sv. Jiří ve Windsoru.